# Angam Day
Der Angam Day ist ein Nationalfeiertag in der Inselrepublik Nauru, die zur Inselwelt Mikronesiens im Pazifischen Ozean gehört. Nauru ist der kleinste Inselstaat der Welt.
Jährlich wird in Nauru am 26. Oktober der Angam Day feierlich begangen. Zweimal in der Geschichte Naurus unterschritt die Bevölkerungszahl 1.500 Bewohner. Das nauruische Volk drohte auszusterben. Doch beide Male wuchs die Bevölkerungszahl an und als der jeweils 1.500. nauruische Einwohner geboren wurde, wurden diese Tage als Angam Day proklamiert. Das Erste Angam war 1932, das Zweite Angam 1949.

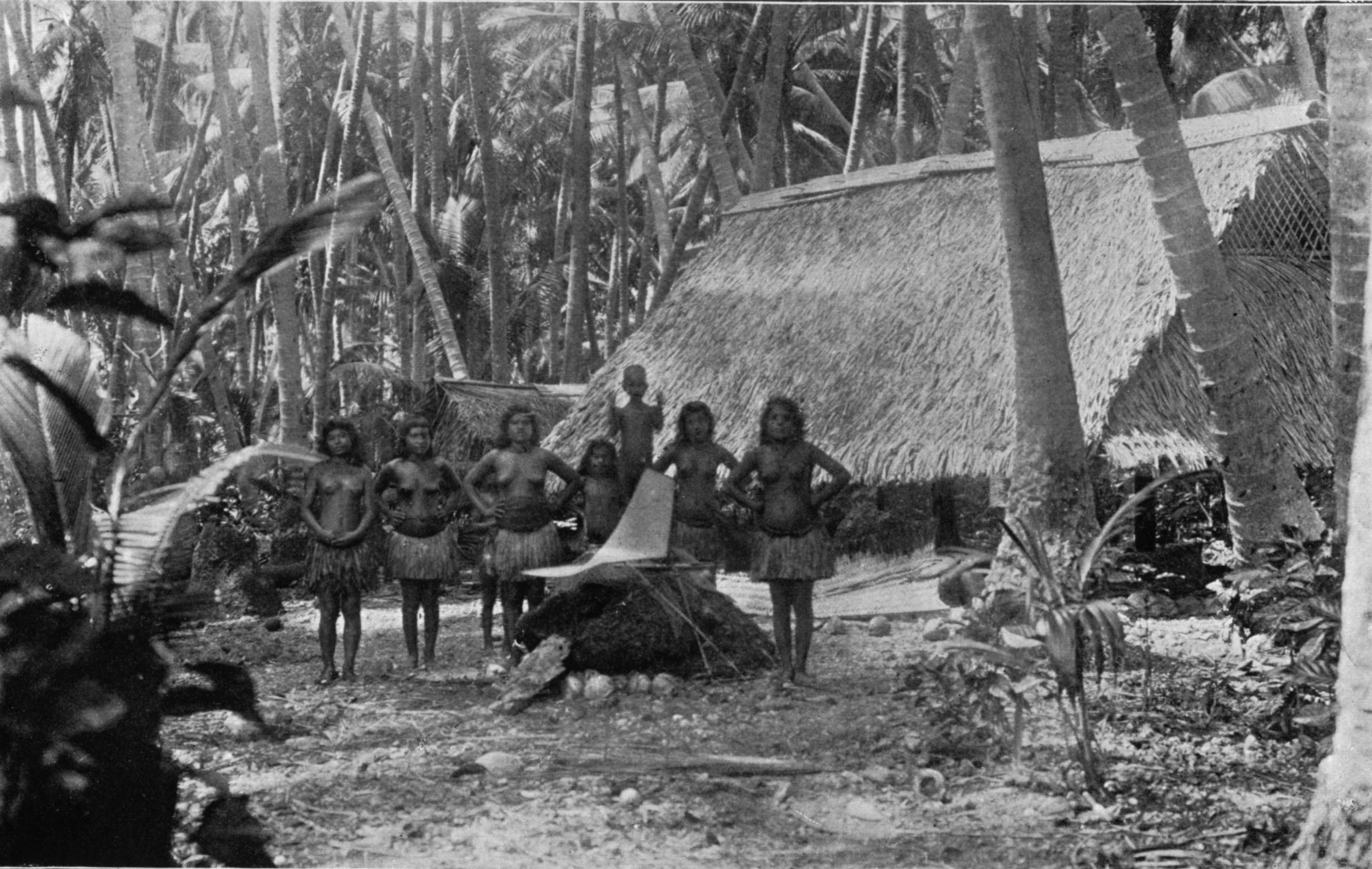
1896

## Etymologie
Das nauruische Wort angam oder añam bedeutet so viel wie ‚Jubel‘, ‚Freude‘, ‚Feier‘, ‚Triumph über alle Widrigkeiten‘ oder ‚Heimkehr‘.

## Geschichte

### Vor dem Angam
Um 1921, nachdem Nauru vom Deutschen Reich an Australien fiel, führte der damalige australische Verwalter, Brigadier General Thomas Griffiths, eine Volkszählung durch. Die Bevölkerung Naurus war zu diesem Zeitpunkt durch Dysenterie- und Influenzaepidemien auf 1068 Personen gesunken. In einem Treffen mit den Stammeshäuptlingen erklärte er, dass diese Zahl Nauruer zu klein war und dass die Zahl nie unter 1500 Personen fallen sollte, wenn die Nauruer überleben wollten. Darauf wurde verkündet, dass der Tag der Geburt des 1500. Nauruers ein inselweiter Feiertag sein würde und dass das Neugeborene, das so genannte Angam Baby, mit Geschenken geehrt werden würde. Die Stammeshäuptlinge und Griffiths einigten sich darauf, diesen Tag Angam Day zu nennen.

### Erstes Angam

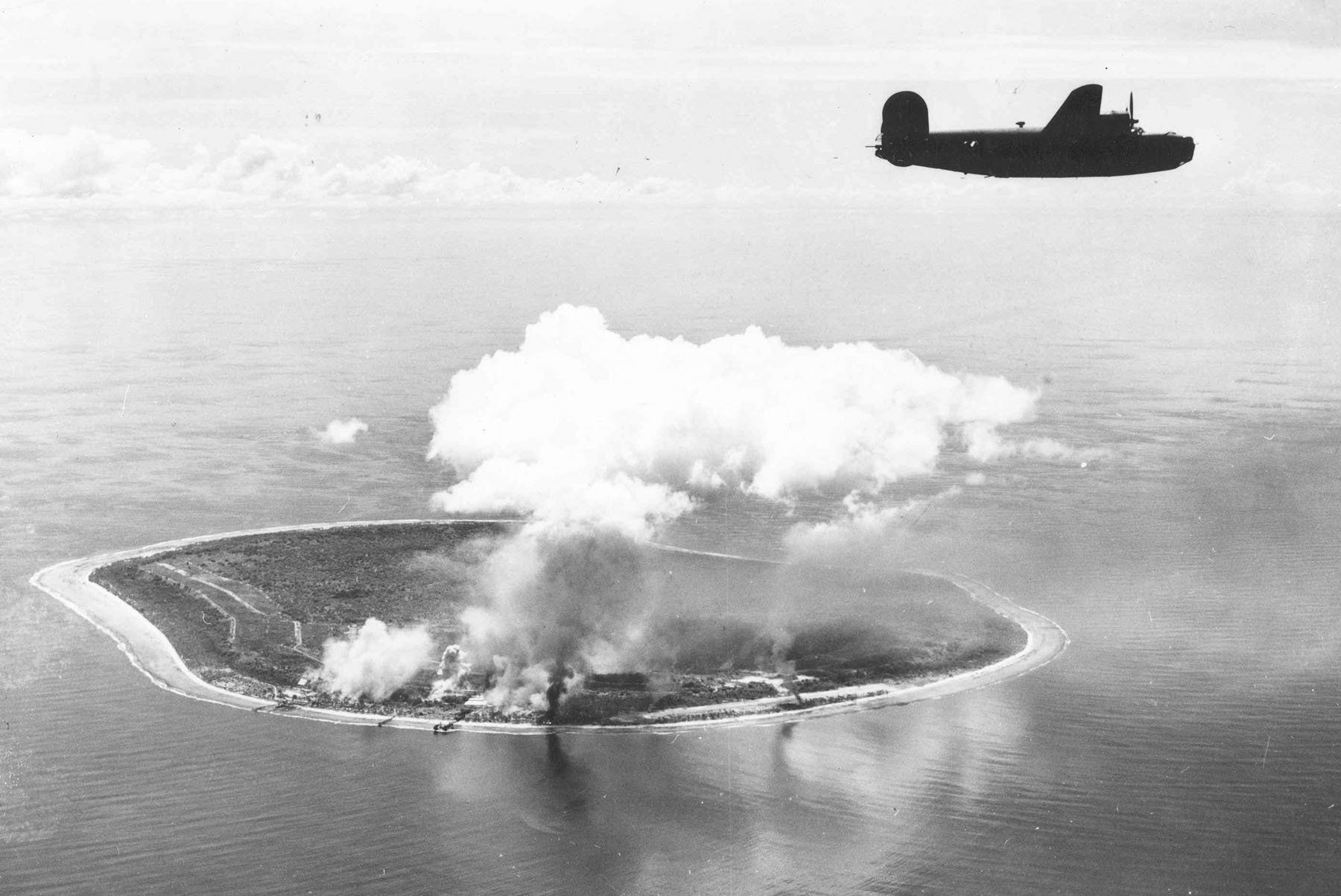
Nauru unter Beschuss der Air Force

Nach 13 Jahren erreichte die nauruische Bevölkerungszahl 1500 Personen. Das erste Angam Baby wurde am 26. Oktober 1932 geboren.
Es stellte sich jedoch heraus, dass es einen weiteren Angam Day geben würde. Während der japanischen Besetzung Naurus im Zweiten Weltkrieg wurden 1201 Nauruer in Arbeitslager nach Chuuk deportiert. Davon kehrten nach Kriegsende nur 737 zurück, und mit den etwa 600, welche auf Nauru zurückblieben, überlebten insgesamt etwa 1400 Nauruer.
Das inzwischen 13-jährige Angam Baby Eidegenegen Eidagaruwo schaffte es nicht von Chuuk zurück; es starb wie die meisten Deportierten an Unterernährung oder bakteriellen Krankheiten.

### Zweites Angam
Nach dem Zweiten Weltkrieg zeigte sich, dass die Nauruer ihre Bevölkerungszahl ein zweites Mal erhöhen mussten; der Wettlauf für ein zweites Angam Baby begann.
Am 31. März 1949 wurde Bethel Enproe Adam in Boe als Tochter von Kenye und Clarence Adam geboren und der Angam Day fand ein weiteres Mal statt. Auch wenn Bethel Adam an einem anderen Tag geboren wurde, ist der 26. Oktober immer noch der offizielle Angam Day.